# Hetaira smaragdina
Hetaira smaragdina är en insektsart som beskrevs av Brunner von Wattenwyl 1891. Hetaira smaragdina ingår i släktet Hetaira och familjen vårtbitare. Inga underarter finns listade i Catalogue of Life.